# São Gonçalo do Rio Preto
São Gonçalo do Rio Preto este un oraș în Minas Gerais (MG), Brazilia.